# Federazione dei Giovani Verdi Europei
La Federazione dei Giovani Verdi Europei, spesso indicata come FYEG (Federation of Young European Greens), è un'organizzazione che riunisce movimenti giovanili e organizzazioni verdi in tutta Europa, con 40.000 membri. Lo scopo della FYEG è difendere la giustizia climatica e sociale a livello europeo. Dal 2007, FYEG è l'organizzazione giovanile del Partito Verde Europeo.
FYEG conta 32 organizzazioni membri, 2 organizzazioni candidate e 2 associate, oltre a due organizzazioni partner - i Global Young Greens e la Cooperation and Development Network Eastern Europe. FYEG è partner stretta della Green European Foundation, del Partito Verde Europeo, e della Green Academy. È inoltre membro a pieno titolo dell'European Youth Forum (EYF) che opera nel quadro dell'impegno giovanile del Consiglio d'Europa e dell'Unione europea, lavorando a stretto contatto con entrambi gli organismi.

## Storia
La Federazione dei Giovani Verdi Europei fu creata nel 1988, Gérard Onesta è tra i membri fondatori. L'idea di una federazione europea fu avanzata nel 1988 a Strasburgo da giovani membri di partiti verdi provenienti da Francia, Belgio, Lussemburgo e Germania.
Nel 2002, durante l'Assemblea generale della FYEG a Belgrado, fu fondata la rete Cooperazione e sviluppo (CDN, Cooperation and Development network), con l'obiettivo di sostenere meglio le organizzazioni giovanili verdi dell'Europa orientale e sudorientale, spesso più piccole e meno sviluppate dal punto di vista organizzativo rispetto alle loro controparti dell'Europa occidentale.
Da quel momento in poi, FYEG è diventata più politica e ha rafforzato i legami con il Partito Verde Europeo (PVE) e con l'European Youth Fourm (EYF). Nel 2007 è diventata l'ala giovanile ufficiale del PVE e ha ottenuto diritti di voto all'interno degli organi del partito.
Nel 2009 FYEG ha lanciato la sua prima campagna interna europea per promuovere i giovani candidati alle elezioni europee. Tre eurodeputati, tra i più giovani di sempre, sono stati eletti al Parlamento europeo: Ska Keller, Jan Philipp Albrecht e Karima Delli. Programmi simili nelle elezioni successive hanno avuto lo stesso riscontro, con notevoli successi con Terry Reintke, Linnéa Engström e Ernest Urtasun.
In occasione dell'Assemblea generale del 2018, FYEG ha celebrato il suo 30º anniversario e per la prima volta ha eletto due co-portavoce donne: Zuzana Pavelková e Katri Ylinen, rispettivamente delle organizzazioni giovanili di Mladí zelení e ViNO.

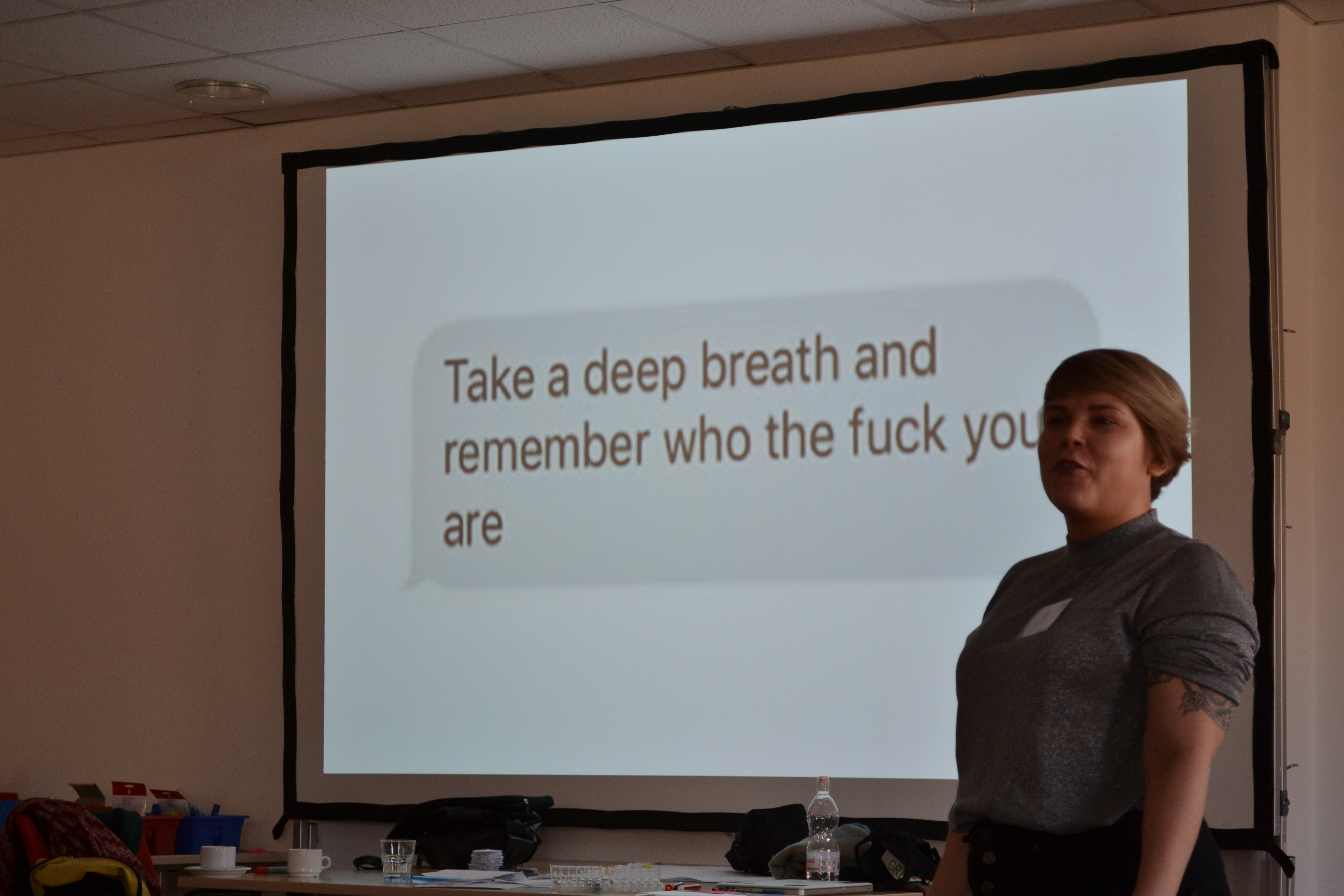
Katri Ylinen, Co-Portavoce della FYEG 2018-2019

## Attività
Come molte altre organizzazioni giovanili di partiti politici europei, le attività principali della FYEG consistono nel sostenere il partito madre attraverso canali interni ed esterni, nel partecipare a un più ampio discorso politico europeo su temi rilevanti per l'organizzazione e i suoi membri - in particolare la migrazione e i diritti LGBTQ - e nell'organizzare scambi giovanili internazionali con finanziamenti dell'UE e del Consiglio d'Europa. Tra questi ultimi, sono state organizzate sessioni di studio presso i Centri giovanili del Consiglio d'Europa a Strasburgo e Budapest, campi estivi e sessioni di formazione in varie località europee.

## Struttura

### Assemblea generale
L'Assemblea generale è il massimo organo decisionale della FYEG. Tutte le organizzazioni membri a pieno titolo hanno due voti nella GA, le organizzazioni candidate hanno un voto e le organizzazioni osservatrici (partner) possono inviare osservatori.
L'Assemblea generale si tiene ogni anno in un paese diverso. È durante l'Assemblea generale che vengono eletti i membri dei diversi organi.

### Comitato esecutivo
Il Comitato esecutivo è il secondo organo decisionale della FYEG, e si occupa della gestione quotidiana della federazione. L'EC è composto da 8 membri; al suo interno, vi sono due co-portavoce e un tesoriere. I membri dell'EC sono eletti per un anno e possono rinnovare il loro mandato per tre volte.

### Comitato consultivo e di controllo finanziario
I compiti del FCC comprendono una riunione annuale dedicata alla verifica delle finanze della FYEG. Un rapporto scritto di questa riunione deve essere presentato al Comitato Esecutivo, in modo da fornire una revisione interna e la presentazione del rapporto stesso ai delegati dell'Assemblea Generale.
I membri del FCC vengono eletti per due anni dalla GA.

### Comitato consultivo
Il Comitato consultivo segue il funzionamento dell'EC e del personale e assiste nella risoluzione dei conflitti tra i membri dell'EC e/o del personale. Di solito si tratta di ex membri dell'EC o di persone che erano in precedenza coinvolte nella FYEG. Il Comitato consultivo assicura il trasferimento di conoscenze all'interno della FYEG e agisce come organo di risoluzione dei conflitti. Viene eletto per due anni durante l'Assemblea generale ed è composto da 5 membri. Il Comitato consultivo interviene solo su richiesta dei membri dell'EC o di altri organi della FYEG.

### Working groups
I Working groups sono un luogo per gli attivisti della FYEG d'incontro, di discussione di argomenti, e di sviluppo di campagne e d'idee. Hanno il compito di definire e comunicare posizioni internamente e esternamente, con l'approvazione del Comitato Esecutivo.

### Personale d'ufficio
L'ufficio ha almeno un Segretario generale (SecGen, Secretary General) e un Assistente di progetto. Il Segretario generale è eletto per tre anni dall'Assemblea generale. È responsabile della gestione quotidiana della FYEG in termini di finanze, coordinamento d'ufficio, raccolta fondi, rappresentanza, verbali, networking e rappresentanza legale. L'Assistente di progetto è responsabile della gestione dei progetti, dell'organizzazione degli eventi della FYEG e del supporto amministrativo al Segretario generale.

## Membri

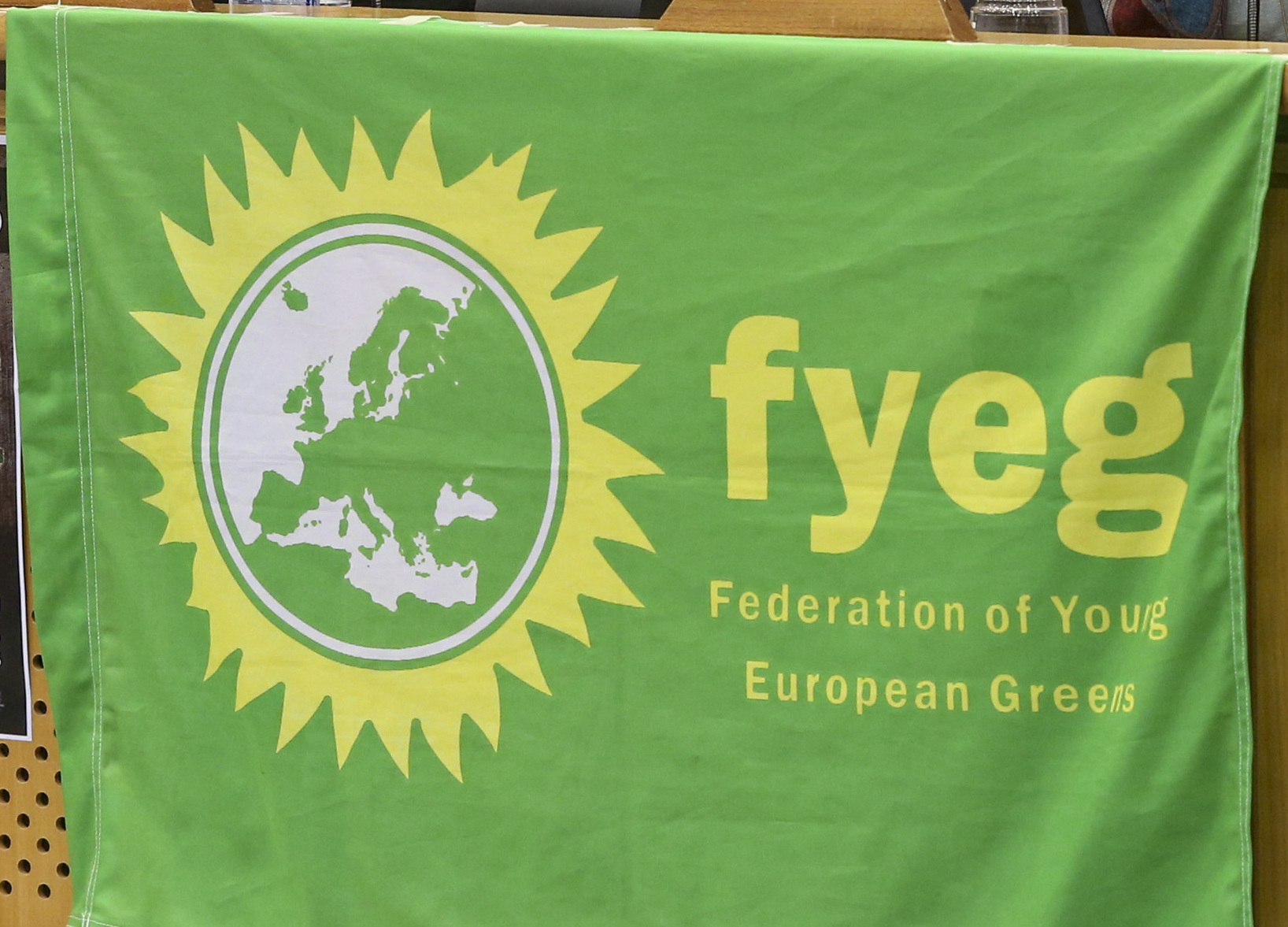
Una bandiera usata dall'organizzazione

| Paese o Regione              | Nome (lingua originale)                                            | Nome (traduzione)                                                  | Status    |
| ---------------------------- | ------------------------------------------------------------------ | ------------------------------------------------------------------ | --------- |
| Albania                      | Te Rinjte e Gjelber                                                | Giovani Verdi d'Albania                                            | Membro    |
| Austria                      | Grüne Jugend - Grünalternative Jugend                              | Gioventù Verde - Gioventù Verde Alternativa                        | Membro    |
| Azerbaigian                  | MIL Network                                                        | MIL Network                                                        | Associato |
| Bielorussia                  | Пакаленiе зяленых                                                  | Generazione Verde                                                  | Associato |
| Belgio (Fiandre)             | Jong Groen                                                         | Giovani Verdi                                                      | Membro    |
| Belgio (Comunità francofona) | Ecolo J                                                            | Gioventù Ambientalista                                             | Membro    |
| Cipro                        | Νεολαία Οικολόγων                                                  | Giovani Ecologisti                                                 | Membro    |
| Rep. Ceca                    | Mladí Zelení                                                       | Giovani Verdi                                                      | Membro    |
| Inghilterra Galles           | Young Greens of England and Wales                                  | Young Greens of England and Wales                                  | Membro    |
| Estonia                      | Noored Rohelised                                                   | Giovani Verdi Estoni                                               | Candidato |
| Finlandia                    | Vihreät nuoret                                                     | Gioventù Verde                                                     | Membro    |
| Francia                      | Jeunes écologistes                                                 | Giovani Ecologisti                                                 | Membro    |
| Georgia                      | საქართველოს ახალგაზრდა მწვანეები                                   | Giovani Verdi Georgiani                                            | Membro    |
| Germania                     | Grüne Jugend                                                       | Gioventù Verde                                                     | Membro    |
| Grecia                       | Νέοι Πράσινοι                                                      | Giovani Verdi                                                      | Membro    |
| Irlanda                      | Óige Ghlas                                                         | Giovani Verdi                                                      | Membro    |
| Italia                       | Giovani Europeisti Verdi                                           | Giovani Europeisti Verdi                                           | Membro    |
| Italia (Alto Adige)          | Young Greens South Tyrol                                           | Young Greens South Tyrol                                           | Membro    |
| Lettonia                     | Protests                                                           | Protesta                                                           | Membro    |
| Lussemburgo                  | déi jonk gréng                                                     | Giovani Verdi                                                      | Membro    |
| Malta                        | Kollettiv Żgħażagħ EkoXellugin                                     | Collettivo dei Giovani EcoSinistri                                 | Membro    |
| Montenegro                   | Forum Mladih URA                                                   | Forum Gioventù URA                                                 | Membro    |
| Paesi Bassi                  | DWARS                                                              | Contrari                                                           | Membro    |
| Macedonia del Nord           | МОДОМ                                                              |                                                                    | Membro    |
| Norvegia                     | Grønn Ungdom                                                       | Gioventù Verde                                                     | Membro    |
| Polonia                      | Ostra Zieleń                                                       | Verdi Intensi                                                      | Membro    |
| Portogallo                   | Ecolo Jovem "Os Verdes"                                            | Gioventù ambientalista "I Verdi"                                   | Membro    |
| Romania                      | Tinerii Verzi                                                      | Giovani Verdi                                                      | Candidato |
| Scozia                       | Scottish Young Greens                                              | Scottish Young Greens                                              | Membro    |
| Serbia                       | Зелена омладина Србије                                             | Giovani Verdi di Serbia                                            | Membro    |
| Spagna                       | Juventud Verde                                                     | Gioventù Verde                                                     | Membro    |
| Spagna (Catalogna)           | Joves Ecosocialistes                                               | Giovani Ecosocialisti                                              | Membro    |
| Svezia                       | Grön Ungdom                                                        | Giovani Verdi                                                      | Membro    |
| Svizzera                     | Junge Grüne Schweiz Jeunes Vert-e-s Suisses Giovani Verdi Svizzera | Junge Grüne Schweiz Jeunes Vert-e-s Suisses Giovani Verdi Svizzera | Membro    |
| Turchia                      | Genç Yeşiller                                                      | Giovani Verdi                                                      | Membro    |
| Ucraina                      | Зелена молодь України                                              | Giovani Verdi Ucraina                                              | Membro    |
| Europa Orientale             | Cooperation and Development Network Eastern Europe                 | Cooperation and Development Network Eastern Europe                 | Associato |